# Polygrapha cyanea
Espèce
Polygrapha cyanea est une espèce d'insectes lépidoptères (papillons) de la famille des Nymphalidae et de la sous-famille des Charaxinae et du genre Polygrapha.

## Dénomination
Polygrapha cyanea a été décrit par Salvin et Godman en 1868 sous le nom initial de Paphia cyanea.
Synonyme : Anaea cyanea.

### Sous-espèces
- Polygrapha cyanea cyanea
- Polygrapha cyanea silvaorum Constantino & Salazar, 1998[1].

## Description
Polygrapha cyanea est un papillon aux ailes antérieures à apex anguleux, bord externe légèrement concave et aux ailes postérieures avec chacune une queue pointue.
Le dessus des ailes est de couleur bleu barré d'une bande bleu clair parallèle aux bords externes.
Le revers est beige à marron clair et simule une feuille morte.

## Écologie et distribution
Polygrapha cyanea est présent en Équateur, en Colombie et au Pérou.

### Protection
Pas de statut de protection particulier.